# Kaituu
Kaituu är en sjö i kommunerna Heinola, Mäntyharju och Kouvola i landskapen Päijänne-Tavastland, Södra Savolax och Kymmenedalen i Finland. Sjön ligger 92,3 meter över havet. Arean är 62 hektar och strandlinjen är 6,53 kilometer lång. Sjön  ingår i Kymmene älvs huvudavrinningsområde.   Den ligger omkring 56 km nordöst om Lahtis, omkring 60 km sydväst om S:t Michel, omkring 92 km norr om Kotka och omkring 150 km nordöst om Helsingfors. 